# مسابقات قهرمانی هندبال زنان غرب آسیا
مسابقات قهرمانی هندبال زنان غرب آسیا (انگلیسی: West Asian Women's Handball Championship) مسابقه‌ای رسمی برای تیم‌های ملی هندبال زنان غرب آسیا در ردهٔ بزرگسالان است. تیم ملی در اولین دوره غایب بود اما در دومین دوره که تیم لارستان به نمایندگی ایران به اردن اعزام شده بود به قهرمانی رسید.

## خلاصه
| ۲۰۱۶ جزییات | دوحه  | قطر   | No playoffs | اردن | عراق  | No playoffs | امارات متحدهٔ عربی |
| ۲۰۱۸ جزییات | امان  | ایران | No playoffs | اردن | سوریه | No playoffs | قطر               |
| ۲۰۱۹ جزییات | بیروت |       |             |      |       |             |                   |

## جدول مدال‌ها
| رتبه           | کشور           | طلا | نقره | برنز | مجموع |
| -------------- | -------------- | --- | ---- | ---- | ----- |
| ۱              | قطر            | ۱   | ۰    | ۰    | ۱     |
| ۱              | ایران          | ۱   | ۰    | ۰    | ۱     |
| ۳              | اردن           | ۰   | ۲    | ۰    | ۲     |
| ۴              | سوریه          | ۰   | ۰    | ۱    | ۱     |
| ۴              | عراق           | ۰   | ۰    | ۱    | ۱     |
| مجموع (۵ کشور) | مجموع (۵ کشور) | ۲   | ۲    | ۲    | ۶     |

## کشورهای شرکت‌کننده
| ملیت              | ۲۰۱۶ | ۲۰۱۸ | ۲۰۱۹ | Years |
| ----------------- | ---- | ---- | ---- | ----- |
| ایران             |      | اول  |      | ۱     |
| عراق              | سوم  | ۶ام  |      | ۲     |
| اردن              | دوم  | دوم  |      | ۲     |
| لبنان             |      | ۵ام  |      | ۱     |
| قطر               | اول  | ۴ام  |      | ۲     |
| سوریه             |      | سوم  |      | ۱     |
| امارات متحدهٔ عربی | ۴ام  |      |      | ۱     |
| مجموع             | ۴    | ۶    |      |       |